# Małgorzata Zachara-Szymańska
Małgorzata Zachara-Szymańska – polska badaczka stosunków międzynarodowych, doktor habilitowana nauk społecznych, profesor uczelni Uniwersytetu Jagiellońskiego. Wykładowczyni w Instytucie Amerykanistyki i Studiów Polonijnych UJ.

## Kariera naukowa
W 2002 ukończyła na UJ studia magisterskie w zakresie politologii. 25 września 2007 uzyskała na Wydziale Studiów Międzynarodowych i Politycznych UJ stopień doktora nauk humanistycznych w dyscyplinie nauk o polityce na podstawie pracy Eksport broni i technologii militarnych jako narzędzie polityki zagranicznej Stanów Zjednoczonych po zakończeniu zimnej wojny, które promotorem był Andrzej Mania. 18 października 2016 uzyskała habilitację na tym samym wydziale i w tej samej dyscyplinie na podstawie dorobku naukowego i rozprawy Mechanizmy wpływu w środowisku międzynarodowym. Zastosowanie Centre of Gravity (CoG) do analizy procesów decyzyjnych na poziomie globalnym.
W macierzystym instytucie należy do zespołu Zakładu Amerykanistyki.